# Fem van Empel
Fem van Empel, née le 3 septembre 2002 à Bois-le-Duc est une coureuse cycliste néerlandaise. Elle pratique le cyclo-cross, le cyclisme sur route et le VTT.
Elle est notamment triple championne du monde de cyclo-cross en 2023, 2024 et 2025 et triple championne d'Europe de cyclo-cross entre 2022 et 2024. Elle est également lauréate de la Coupe du monde de cyclo-cross en 2022-2023.

## Biographie
Fem van Empel commence le sport avec le football. Elle joue jusqu'à l'âge de 15 ans, puis, déçue des résultats de son équipe, elle décide de faire du cyclo-cross, comme son père au même âge. Après avoir pris la troisième place du championnat des Pays-Bas de VTT juniors en 2019 (moins de 19 ans) sans trop de préparation, elle décide de se concentrer sur le vélo. Son cousin Micki van Empel pratique également la discipline entre 2007 et 2015. Sa première saison de cyclo-cross, toujours chez les juniors, donne des résultats encourageants. En janvier 2020, elle est troisième du championnat des Pays-Bas juniors derrière Shirin van Anrooij et Puck Pieterse, ainsi que cinquième aux championnats du monde juniors. Elle remporte également la compétition féminine junior du Trophée des AP Assurances qui a lieu pour la première fois. 

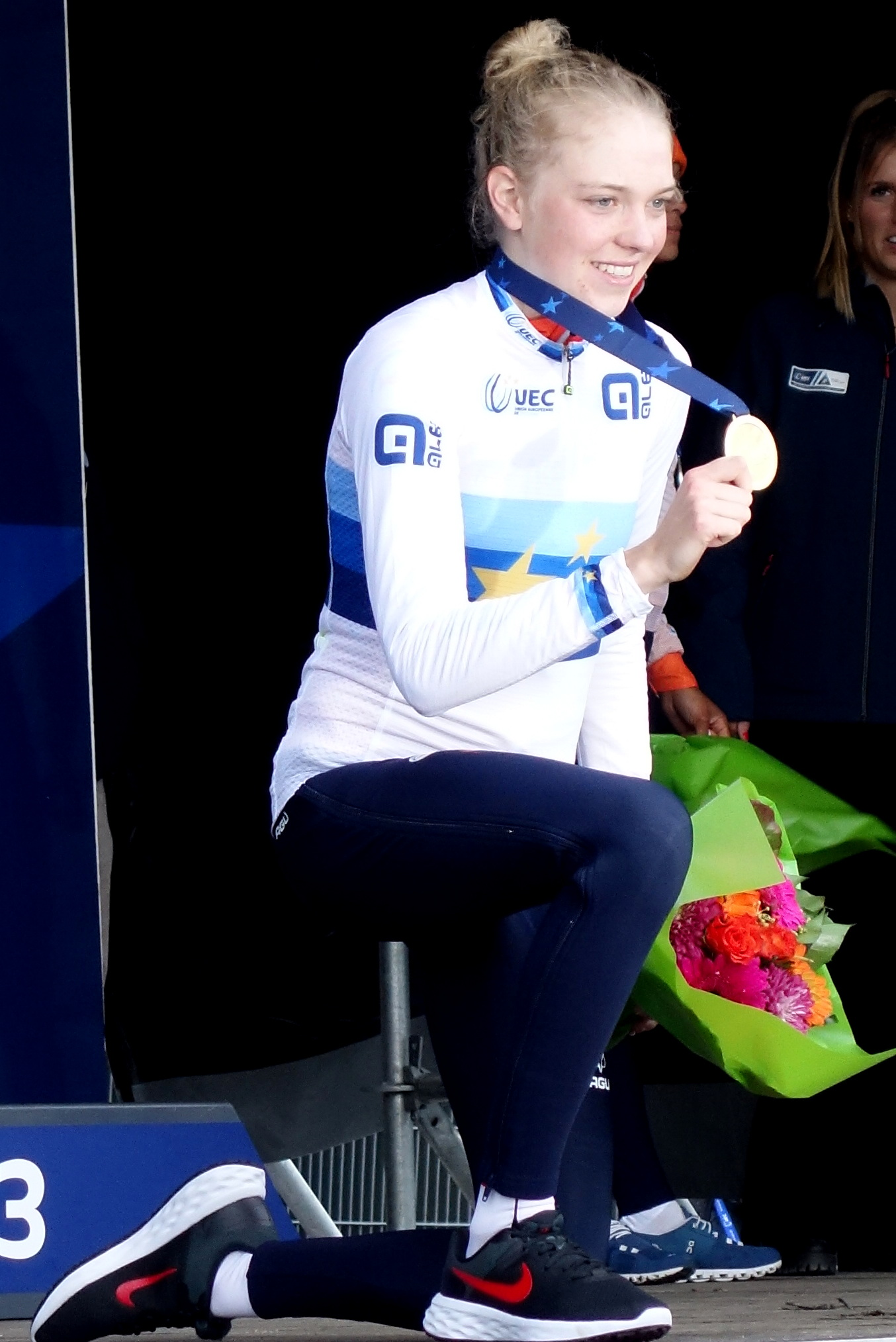
Fem van Empel championnats d'Europe de cyclo-cross en 2022

À l'été 2020, elle participe aux championnats du monde de cross-country eliminator à Louvain et remporte la médaille de bronze. Au début de la saison de cyclo-cross 2020-2021, elle passe dans la catégorie des espoirs (moins de 23 ans), mais court principalement chez les élites. Fin janvier 2021, elle devient après seulement deux années de cyclo-cross championne du monde espoirs à seulement 18 ans. Lors de la saison 2021-2022, elle remporte sa première victoire en Coupe du monde à Val Di Sole, ainsi que la manche de Flamanville. Aux mondiaux espoirs, elle ne conserve pas son titre à l'issue d'un duel serré avec Pieterse et van Anrooij. Elle se contente de la médaille de bronze après que sa chaîne ait déraillée dans le final. 

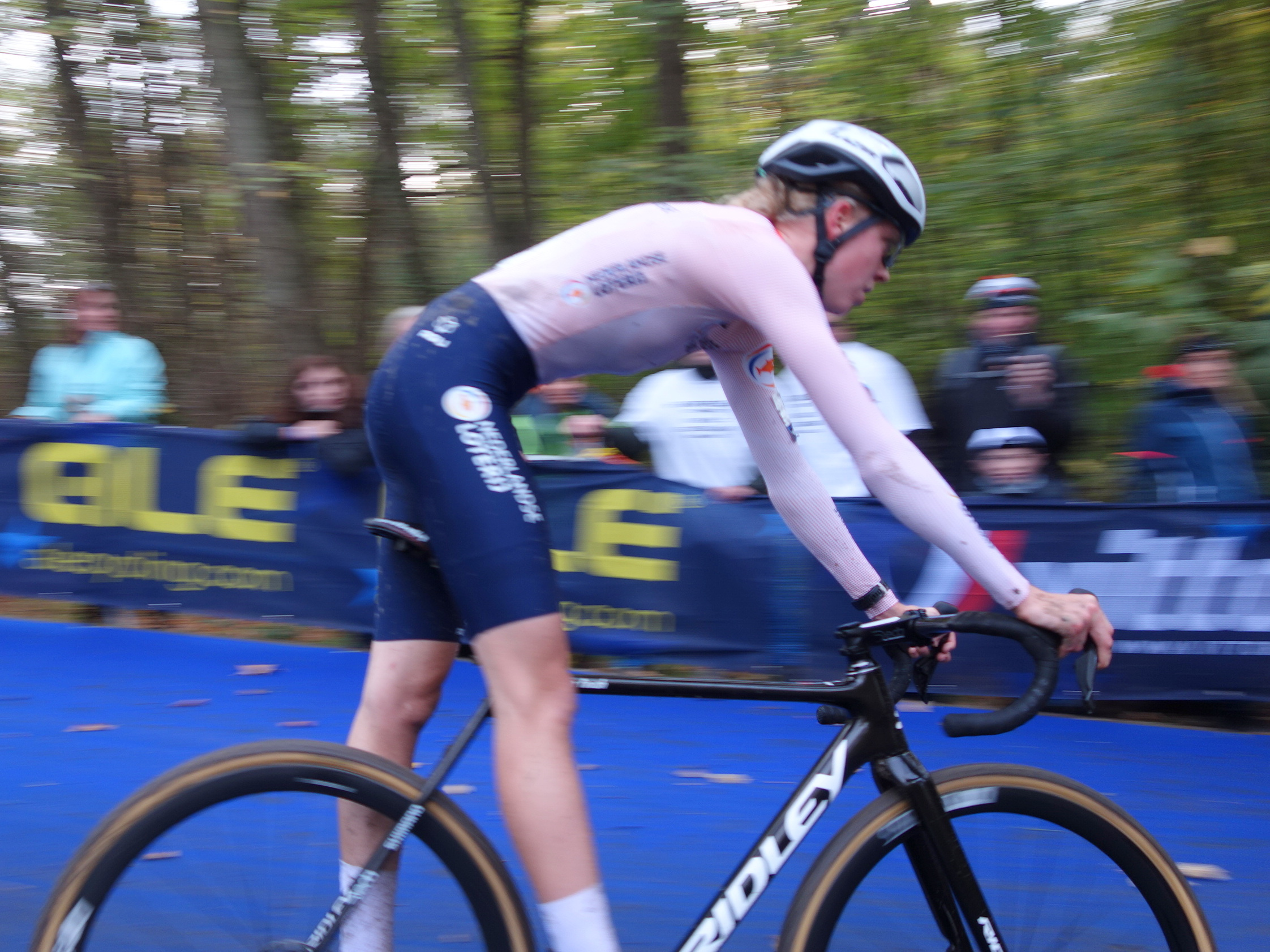
Fem van Empel en démonstration à la manche de Namur en 2022

À l'été 2022, van Empel est championne des Pays-Bas de cross-country espoirs et remporte deux médailles aux championnats d'Europe de VTT : l'or sur le relais mixte et l'argent en cross-country espoirs. Lors de la saison de cyclo-cross 2022-2023, elle démontre sa domination en remportant consécutivement les quatre premières manches de Coupe du monde (Waterloo, Fayetteville-Arkansas, Tabor et Maasmechelen). À seulement 20 ans, elle décide de quitter la catégorie espoirs pour s'aligner avec les élites dès les championnats d'Europe. Annoncée comme la favorite, elle y remporte le titre malgré un incident mécanique. Avec ses compatriotes Shirin van Anrooij et Puck Pieterse, du même âge, elle domine le reste de la saison, au cours de laquelle elle remporte la Coupe du monde, le X²O Badkamers Trofee et devient championne du monde à Hoogerheide.
Début 2023, elle quitte son équipe Pauwels Sauzen-Bingoal axée sur le cyclo-cross pour rejoindre la formation sur route World Tour Jumbo-Visma. Elle court donc pour la première fois une saison complète sur route et prend notamment la onzième place du Tour d'Italie. Début octobre, elle remporte la médaille d'argent du championnat d'Europe de gravel derrière sa compatriote Lorena Wiebes. Sa saison de cyclo-cross 2023-2024 est tout aussi réussie que la précédente : elle est championne du monde et d'Europe, remporte le général ainsi que sept des huit épreuves du X²O Badkamers Trofee et cinq manches de la Coupe du monde.
Lors de la saison sur route 2024, van Empel est entré pour la première fois dans le top 10 d'une course World Tour, en terminant huitième de la Flèche wallonne. Elle doit abandonner le Tour d'Italie après une chute, puis participe au Tour de France Femmes. 
Au début de la saison 2024-2025 de cyclo-cross, elle devient au début de novembre 2024 à Pontevedra en Espagne championne d'Europe pour la troisième fois consécutive. Bien qu'elle remporte quatre des neuf manches de la coupe du monde de cyclo-cross 2024-2025 auxquelles elle participe, elle n'exerce pas sur ses adversaires la même domination que les deux années précédentes. Après un duel jusqu'au dernier tour avec Lucinda Brand, elle parvient à lâcher sa compatriote dans les derniers hectomètres et remporte un troisième titre consécutif de championne du monde de cyclo-cross à Liévin le 1er février 2025.
Le 20 mars 2025, elle annonce sur son compte Instagram mettre sa carrière en pause pour préserver sa santé mentale, éprouvée par la pression mise sur ses épaules.

## Palmarès en cyclo-cross
- 2018-2019
  - Dommelen (juniors)
- 2019-2020
  - Classement général du Trophée des AP Assurances juniors
  - Universities Bruxelle (juniors)
  - Huijbergen (juniors)
  - 3e du championnat des Pays-Bas de cyclo-cross juniors
  - 5e de championnat du monde de cyclo-cross juniors
  - 6e de championnat d'Europe de cyclo-cross espoirs
- 2020-2021
  -  Championne du monde de cyclo-cross espoirs
- 2021-2022
  -  Championne des Pays-Bas de cyclo-cross espoirs
  - Coupe du monde de cyclo-cross #10, Val di Sole
  - Coupe du monde de cyclo-cross #15, Flamanville
  - 2e du classement général de la Coupe du monde espoirs
  -  Médaillée de bronze du championnat d'Europe de cyclo-cross espoirs
  -  Médaillée de bronze du championnat du monde de cyclo-cross espoirs
  - 4e du classement général de la Coupe du monde
- 2022-2023
  -  Championne du monde de cyclo-cross
  -  Championne du monde de cyclo-cross en relais mixte
  -  Championne d'Europe de cyclo-cross
  - Classement général de la Coupe du monde
    - Coupe du monde de cyclo-cross #1, Waterloo
    - Coupe du monde de cyclo-cross #2, Fayetteville
    - Coupe du monde de cyclo-cross #3, Tábor
    - Coupe du monde de cyclo-cross #4, Maasmechelen
    - Coupe du monde de cyclo-cross #8, Anvers
    - Coupe du monde de cyclo-cross #9, Dublin
    - Coupe du monde de cyclo-cross #13, Benidorm

  - Classement général du X²O Badkamers Trofee
    - X²O Badkamers Trofee #1, Audenarde
    - X²O Badkamers Trofee #3, Baal
    - X²O Badkamers Trofee #6, Hamme
    - X²O Badkamers Trofee #7, Lille
    - X²O Badkamers Trofee #8, Bruxelles

  - Exact Cross - Polderscross, Kruibeke
  - Exact Cross - be-Mine Cross, Beringen
  - 3e du championnat des Pays-Bas de cyclo-cross
- 2023-2024
  -  Championne du monde de cyclo-cross
  -  Championne d'Europe de cyclo-cross
  - Coupe du monde de cyclo-cross #1, Waterloo
  - Coupe du monde de cyclo-cross #2, Maasmechelen
  - Coupe du monde de cyclo-cross #9, Anvers
  - Coupe du monde de cyclo-cross #13, Benidorm
  - Coupe du monde de cyclo-cross #14, Hoogerheide
  - Exact Cross - be-Mine Cross, Beringen
  - Superprestige #1, Overijse
  - Superprestige #5, Boom
  - Superprestige #6, Heusden-Zolder
  - Kiremko Nacht van Woerden, Woerden
  - Classement général du X²O Badkamers Trofee
    - X²O Badkamers Trofee #1, Audenarde
    - X²O Badkamers Trofee #2, Courtrai
    - X²O Badkamers Trofee #3, Herentals
    - X²O Badkamers Trofee #4, Baal
    - X²O Badkamers Trofee #5, Coxyde
    - X²O Badkamers Trofee #6, Hamme
    - X²O Badkamers Trofee #7, Lille

  - 4e de la Coupe du monde
- 2024-2025
  -  Championne du monde de cyclo-cross
  -  Championne d'Europe de cyclo-cross
  - Coupe du monde de cyclo-cross #1, Anvers
  - Coupe du monde de cyclo-cross #7, Gavre
  - Coupe du monde de cyclo-cross #8, Besançon
  - Coupe du monde de cyclo-cross #10, Benidorm
  - Exact Cross - be-Mine Cross, Beringen
  - Exact Cross #3, Courtrai
  - X²O Badkamers Trofee #1, Audenarde
  - X²O Badkamers Trofee #4, Herentals
  - X²O Badkamers Trofee #5, Baal
  - 2e de la Coupe du monde

## Palmarès sur route
- 2022
  -  Médaillée de bronze du championnat d'Europe sur route espoirs
- 2023
  - 3e étape du Tour de l'Avenir
  - 8e du championnat d'Europe sur route espoirs
- 2024
  - 8e de la Flèche wallonne

### Résultats sur les grands tours

#### Tour d'Italie
2 participations
- 2023 : 11e
- 2024 : abandon (5e étape)

#### Tour de France
1 participation
- 2024 : 43e

### Classements mondiaux
| Année                                 | 2022 | 2023 | 2024 |
| ------------------------------------- | ---- | ---- | ---- |
| Classement UCI                        | 375e | 150e | 212e |
| UCI World Tour                        | nc   | 103e | 102e |
|                                       |      |      |      |
| Légende : nc = non classéSource : UCI |      |      |      |

## Palmarès en VTT

### Championnats du monde
- Louvain 2020
  -  Médaillée de bronze du cross-country eliminator

### Coupe du monde
- Coupe du monde de cross-country espoirs
  - 2021 : 29e du classement général
  - 2022 : 42e du classement général
- Coupe du monde de cross-country élite
  - 2023 : 53e du classement général

### Championnats d'Europe
- Novi Sad 2021
  -  Médaillée d'argent du cross-country eliminator
- Anadia 2022
  -  Championne d'Europe du relais mixte
  -  Médaillée d'argent du cross-country espoirs
- Krynica-Zdrój 2023
  - 10e du cross-country

### Championnats des Pays-Bas
- 2019
  - 3e du cross-country juniors
- 2022
  -  Championne des Pays-Bas de cross-country espoirs

## Palmarès en gravel
- 2023
  -  Médaillée d'argent du championnat d'Europe de gravel

## Distinctions
- Cycliste espoirs néerlandaise de l'année : 2022